# OsFree
OsFree is een opensource-project met als doel het besturingssysteem OS/2 te herschrijven en hierna verder te ontwikkelen.

## Doel
OsFree is een FOSS (Free Open Source Software)-besturingssysteemontwikkelingproject, om uiteindelijk alle OS/2-subsystemen te vervangen. Het is de bedoeling het systeem compatibel te krijgen met OS/2 Warp 4 (Merlin), wat niet wil zeggen dat het alle mogelijkheden van modernere (OS/2 Warp Server voor e-business en eComStation) OS/2-versies ondersteunt. Hier wordt niet alleen het gebruikerlevel herschreven, maar ook de kernel.